# Enoch Oteng
Enoch Oteng (Brussel, 8 juli 1988) is een Belgisch-Ghanees voetballer die als centrale middenvelder speelt.

## Clubcarrière

### Tienerjaren
Oteng begon als kind te voetballen bij Beerschot VAC, zijn ouders zijn beide Ghanees en kwamen als immigranten naar België. Oteng Speelde 1 seizoen als 18-jarige in het eerste elftal van Beerschot, men kwam dat seizoen uit in Eerste klasse. Hij speelde toen al 18 wedstrijden waarin hij 2 maal wist te scoren. Beerschot eindigde dat seizoen zesde. Na dit seizoen vertrok hij naar tweedeklasser Verbroedering Geel. Hier speelde hij 11 wedstrijden waarin hij opnieuw 2 maal wist te scoren. Geel ging aan het einde van het seizoen failliet en Oteng zat nog een half jaar zonder club. 

### AE Larissa & VC Herentals & VV Axel
In januari 2009 vertrok hij naar de Griekse subtopper AE Larissa 1964. Hier speelde hij voor een half jaar. Oteng kreeg in die tijd best wat media aandacht in Belgische en Ghanese kranten. Na dit halve jaar in Griekenland vertrok hij naar VC Herentals dat uitkwam in de Antwerpse eerste provinciale. Men degradeerde naar tweede provinciale en Oteng speelde 15 wedstrijden. Hierna vertrok hij naar het Nederlandse VV Axel, de club uit Zeeuws-Vlaanderen zou samen met AE Larissa de enige club worden die niet uit de provincie Antwerpen kwam waarvoor Oteng zou spelen. Axel kwam dat seizoen uit in de Derde klasse, de vijfde klasse in de Nederlandse voetbalpiramide. 

### K. Merksem SC
In 2011 keerde hij weer terug naar Antwerpen, om daar ditmaal voor Merksem SC te gaan spelen. In zijn eerste seizoen bij Merksem kwam men uit in de Antwerpse eerste provinciale. Merksem eindigde maar negende en toch wist men een plek in de eindronde te veroveren. Uiteindelijk wist men zelfs te promoveren. Merksem speelde in 2012/13 in Vierde klasse, hier wist men zich te handhaven. In 2013/14 behaalde Merksem een vierde plaats in Vierde klasse. Men vroeg echter geen licentie aan voor Derde klasse, waardoor het eindrondeticket naar Esperanza Neerpelt ging. 

### K. Lyra TSV & R. Cappellen FC
In 2014 vertrok hij naar reeksgenoot Lyra TSV. Deze club had een grotere reputatie in de nationale reeksen dan Merksem, ook al was Merksem in 2013/14 vierde geëindigd. In het seizoenen dat hij hier was speelde hij niet veel. Lyra eindigde dat seizoen tiende, een teleurstellend resultaat voor de traditieclub in ondergang. Ondanks zijn gebrek aan speeltijd werden zijn voetballende kwaliteiten werden opgemerkt door derdeklasser Cappellen FC. Oteng was titularis en Cappellen eindigde elfde, op 18 punten van de laatste plek. Na dit seizoen zou er echter een nieuwe competitie komen waardoor Cappellen 'degradeerde' met de rest van de niet-promoverende teams naar Vierde klasse, dat vanaf nu Tweede klasse amateurs zou heten. 

### 2016-2021
Oteng vertrok echter naar KFC Lille, dat uitkwam in eerste provinciale. Hier was alles gewoon hetzelfde gebleven. Lille eindigde tweede en promoveerde net niet naar Derde klasse amateurs. Ook in 2017/18 eindigde men tweede, ditmaal wel 'maar' met 56 punten, 6 punten minder dan het seizoen hiervoor. In Oteng's laatste seizoen bij Lille werd men tiende. Een beduidend slechter resultaat dan in de 2 seizoenen hiervoor. Oteng vertrok in de zomer van 2019 naar Vlimmeren Sport, dat uitkwam in Tweede provinciale en in 2018/19 net langs promotie greep naar Eerste provinciale. Tijdens het "corona-seizoen" 2020/2021 speelde hij voor K. Zandhoven SK.

### FC Oxford Hemiksem
Enoch Oteng koos ervoor om tijdens het seizoen 2021/2022 uit te komen voor de ambitieuze derde provincialer FC Oxford Hemiksem.